# 原子核物理学

同位素与半衰期。N-Z 图表示原子核物理学中每个原子的同位素。

原子核物理学（简称核物理学，核物理或核子物理）是研究原子核及其成分和相互作用的物理学领域，此外还研究其他形式的核物质。这是研究遵循强相互作用的粒子的多体问题的学科。主要研究原子核的核结构和核反应（核裂变反应、核聚变反应）的领域。 研究原子核和强子材料特性的强子物理学(Hadron physics)也是该领域的一部分。 实验原子核物理学建议研究非常高能的现象（所涉及的能量范围从几電子伏特(eV)到几吉電子伏特(GeV)）并且在空间中非常局限化（距离的数量级为10-12cm）。
原子核物理学不应与原子物理学相混淆，原子物理学研究整个原子，包括其电子。
虽然有两种成分（注：超核添加了几种成分），但其特点是根据质子和中子的数量以及激发方法的不同而具有各种结构。 作为核子的主要相互作用的“强相互作用”尚未完全阐明，物理性质理论中的构成粒子无限大的近似是不允许的，表面效应很重要。自发现以来已近一个世纪，未知部分仍然存在，两项理论实验都在积极研究中。 
它主要有三大领域：研究各类次原子粒子与它们之间的关系、分类与分析原子核的结构并带动相应的核子技术进展。原子核物理学最常见的和有名的应用是核能发电的和核武器的技术，但研究还提供了在许多领域的应用，包括核医学和核磁共振成像，材料工程的离子注入，以及地质学和考古学中的放射性碳定年法。粒子物理学领域是从原子核物理学演变出来的，并且通常被讲授与原子核物理学密切相关。

## 历史

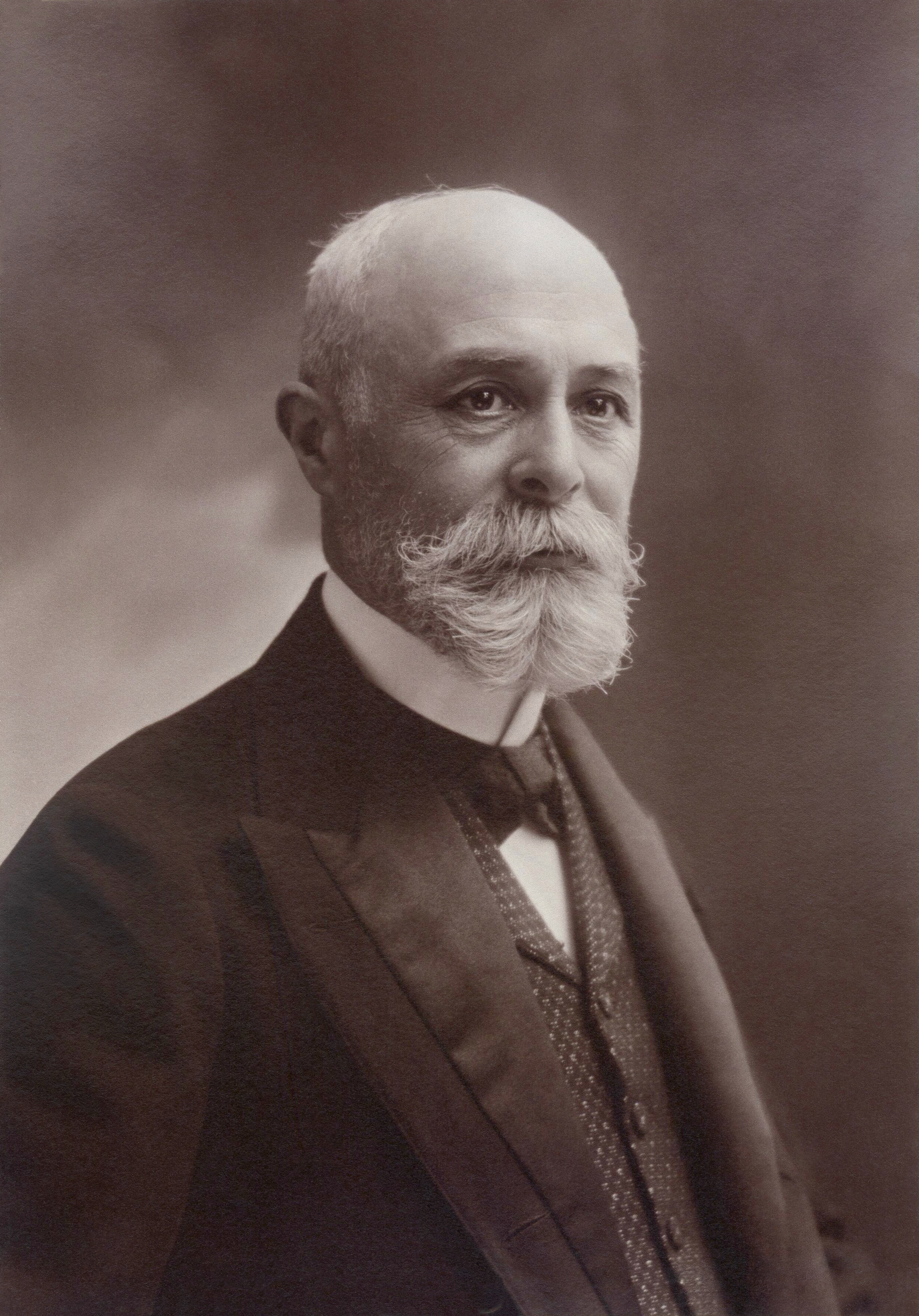
物理学家亨利·貝克勒

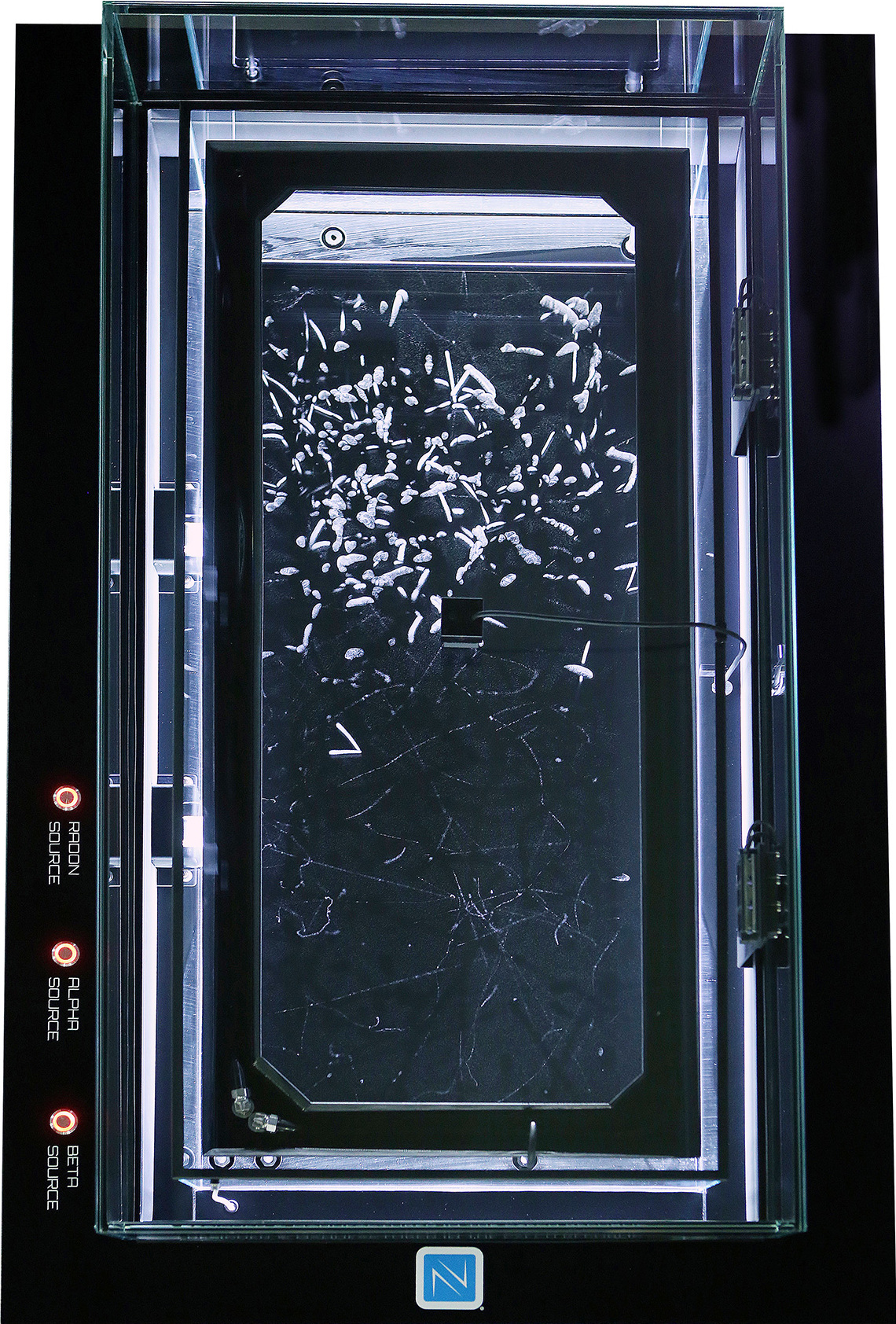
自1920年代以來，雲室在粒子探測器中發揮了重要作用，並最終導致了正電子、Μ子、和K介子的發現。

原子核物理學作為一門不同於原子物理學的學科的歷史始於1896年亨利·貝克勒在研究鈾鹽中的磷光時發現的放射性。 一年後，约瑟夫·汤姆孙發現了電子，這表明原子具有內部結構。在20世紀初，公認的原子模型是汤姆孙的“梅子布丁模型 (汤姆孙模型)”模型，其中原子是一個帶正電的球，其中嵌入了較小的帶負電的電子。
在隨後的幾年裡，放射性得到了廣泛的研究，特別是玛丽·居里、皮埃尔·居里、欧内斯特·卢瑟福和其他人。到世紀之交，物理學家還發現了三種從原子發出的輻射，他們將其命名為 阿爾法α衰变、β衰变和伽馬γ輻射。 奥托·哈恩在1911年和詹姆斯·查德威克在1914年的實驗發現β衰變光譜是連續的而不是離散的。 也就是說，電子以連續的能量範圍從原子中射出，而不是在伽馬和阿爾法衰變中觀察到的離散能量。 這在當時是原子核物理學的一個問題，因為它似乎表明在這些衰變中能量不守恆。
1903年諾貝爾物理學獎因貝克勒的發現和玛丽·居里和皮埃尔·居里後來對放射性的研究而共同獲得。 卢瑟福因“對元素分解和放射性物質化學的研究”而於1908年獲得諾貝爾化學獎。
1905年，阿爾伯特·愛因斯坦提出了質能等價的概念。 雖然貝克勒和居里夫人對放射性的研究早於此，但對放射性能量來源的解釋必須等待發現原子核本身是由較小的成分——核子組成。

### 卢瑟福的研究小组发现了原子核
1907年欧内斯特·卢瑟福发表了论文“来自镭辐射的α粒子穿过物质。” 汉斯·盖格在与英国皇家学会的交流中扩展了这项工作，他和卢瑟福做了实验，让阿尔法粒子穿过空气、铝箔和金箔。 盖格和欧内斯特·马斯登于1909年发表了更多成果， 并且盖格于1910年发表了进一步极大扩展的成果。 1911年至1912年，卢瑟福在皇家学会面前解释了这些实验，并提出了我们现在所理解的原子核新理论。

### 爱丁顿和恒星核聚变
大约在1920年，亚瑟·爱丁顿在他的论文《恒星的内部构成》（Internal Constitution of the Stars）中预测了恒星核聚变过程的发现和机制。那时，恒星能量的来源完全是个谜。 爱丁顿正确地推测，来源是氢聚变成氦，根据爱因斯坦的方程E = mc2释放出巨大的能量。 这是一个特别显着的发展，因为当时还没有发现核聚变和热核能，甚至恒星主要由氢组成（参见金属丰度）。

### 核自旋研究
卢瑟福模型运行良好，直到1929年加州理工学院的佛朗哥·拉塞蒂对核自旋进行了研究。到 1925 年，人们知道质子和电子的自旋为±+1⁄2。 在氮-14的卢瑟福模型中，在总共21个核粒子中的20个应该配对以抵消彼此的自旋，最后一个奇数粒子应该以1⁄2的净自旋离开原子核。 然而，拉塞蒂发现氮-14的自旋为1。

### 詹姆斯·查德威克发现中子
1932年查德威克意识到被瓦尔特·博特，赫伯特·贝克尔，伊雷娜和弗雷德里克·约里奥-居里观察到的辐射，实际上是因为与质子有着相同质量的中性粒子，他称之为中子（由卢瑟福建议需要这样的粒子）。同年，德米特里·伊万年科提出原子核中没有电子——只有质子和中子——中子是自旋1⁄2的粒子，这解释了质量不是由质子引起的。 中子自旋立即解决了氮-14自旋的问题，因为该模型中的一个不成对的质子和一个不成对的中子在同一方向上各自贡献了1⁄2的自旋，最终总自旋为1。
同时，海森堡提出原子核实际上是由一组质子和中子组成的。 
随着中子的发现，科学家们终于可以通过将核质量与构成它的质子和中子的质量进行比较，计算出每个原子核的结合能比例。 以这种方式计算核质量之间的差异。当测量核反应时，发现这些与爱因斯坦计算的质量和能量的当量在1934年的1%以内是一致的。

### 汤川秀树的介子假设绑定原子核
1935年汤川秀树提出的强作用力的第一个显著理论来解释如何原子核保持在一起。在汤川耦合虚拟粒子，后来被称为介子，介导所有的核子之间的力，包括质子和中子。

## 现代原子核物理学
一个重核可以包含数百个核子。 这意味着通过某种近似，它可以被视为经典力学系统，而不是量子力学系统。 在由此产生的液滴模型中， 原子核的能量部分来自表面张力，部分来自质子的电排斥。 液滴模型能够再现原子核的许多特征，包括结合能相对于质量数的总体趋势，以及核裂变现象。
然而，叠加在这张经典图片上的是量子力学效应，可以使用核殼層模型来描述，该模型在很大程度上由德国物理学家玛丽亚·格佩特-梅耶和約翰內斯·延森开发。 具有一定“神奇”数量的中子和质子的原子核特别稳定，因为它们的殼被填满了。
目前原子核物理学的大部分研究都与极端条件下的原子核研究有关，例如高自旋和激发能。原子核也可能具有极端的形状（类似于橄榄球甚至梨的形状）或极端的中子质子比。 实验者可以使用来自粒子加速器的离子束，使用人工诱导的聚变或核子转移反应来创建这样的原子核。 具有更高能量的光束可用于在非常高的温度下产生原子核，并且有迹象表明，这些实验已经产生了从正常核物质到新状态的相变，即夸克-膠子電漿状态，其中的一个夸克与另一个夸克混合，而不是像在中子和质子中那样被分离成三重态。
- 原子核放射性衰变
- 核反应
  - 核裂变
  - 核聚变
- 原子核模型
  - 液滴模型
  - 壳层模型
  - 集体模型

## 重要应用
- 核磁共振
- 穆斯堡尔效应
- 核能
- 核武器

## 原子核物理学研究组织
- 歐洲核子研究組織 (CERN)
- 法国原子能和替代能源委员会(CEA)
- 法国SOLEIL同步辐射加速器
- 欧洲同步辐射装置(ESRF)
- 橡树岭国家实验室 (ORNL)
- 洛斯阿拉莫斯国家实验室 (LANL)
- 阿贡国家实验室 (ANL)
- 亥姆霍兹重离子研究中心 (GSI)
- 国家超导回旋加速器实验室（英语：National Superconducting Cyclotron Laboratory） (NSCL)
- 理化学研究所（日本）